# Tyresö hus

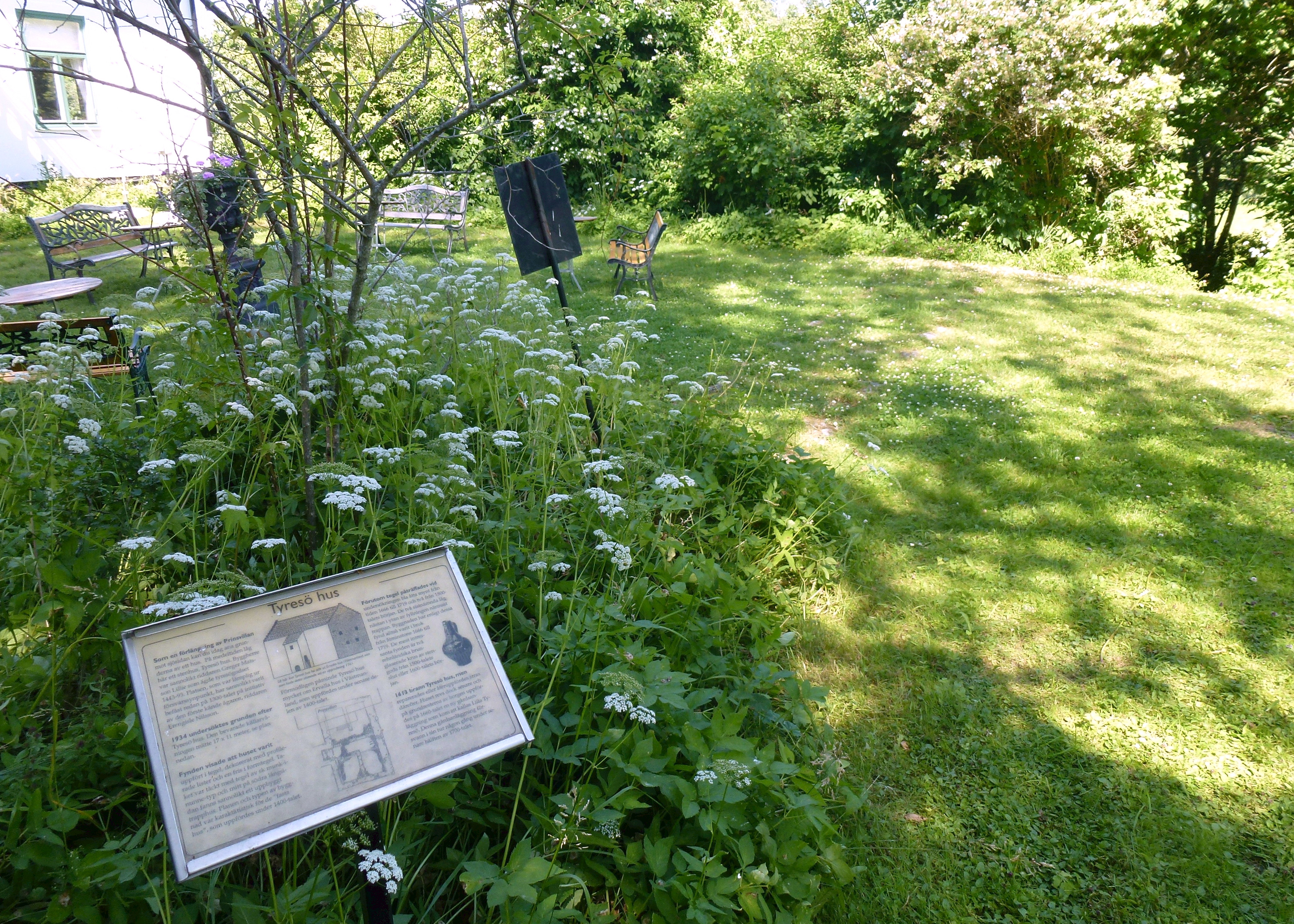
Prinsvillans trädgård med informationsskylten.

Tyresö hus (även Tyresöhus) var ett medeltida stenhus beläget cirka 300 meter väster om Tyresö slott i nuvarande Tyresö kommun. Tyresö hus anses vara föregångaren till Tyresö slott. Idag finns Prinsvillan på dess plats och fundamentrester efter stenhuset kan ses i villans trädgård.

## Historik
| Området och fundamenten för Tyresö hus 1934. |  | Området och fundamenten för Tyresö hus 1934. |
| Området och fundamenten för Tyresö hus 1934. |  |                                              |

Tyresö hus uppfördes under 1400-talets mitt. Byggherre var troligen riddaren Greger Matsson (Lillie), som ägde Tyresögodset 1443-1493. Byggnaden anlades på en liten kulle med god uppsikt över Kalvfjärden. Platsen var av strategisk betydelse och sannolikt befäst redan på 1300-talet, då under riddaren Erengisle Nilsson d.ä. Troligen påminde Tyresö hus mycket om Ervalla hus i Västmanland som uppfördes under senare delen av 1400-talet.
År 1613 brann Tyresö hus, men återuppfördes strax därefter för att slutligen på 1660-talet ersättas av en ny gårdsanläggning, kallad ”Lilla Tyresö”. Denna gårdsanläggning försvann i sin tur under 1700-talets senare hälft.
Från den gårdsbebyggelsen som fanns här på 1700-talet återstår idag bara ”Lakejvillan”. Byggnaden är ett panelat timmerhus som kan dateras till 1700-talet, men som troligen är ännu äldre. Under markisen Claes Lagergrens tid på Tyresö slott bodde kuskar och annan personal här.
År 1884 byggdes på delar av Tyresö hus gamla grund en rättarebostad, som sedermera skulle kallas ”Prinsvillan”. Anledning till namnet ”Prinsvillan” var att ”målarprinsen” Eugen tillbringade här femton sommar kring sekelskiftet 1900.

## Utgrävningar och rester efter Tyresö hus

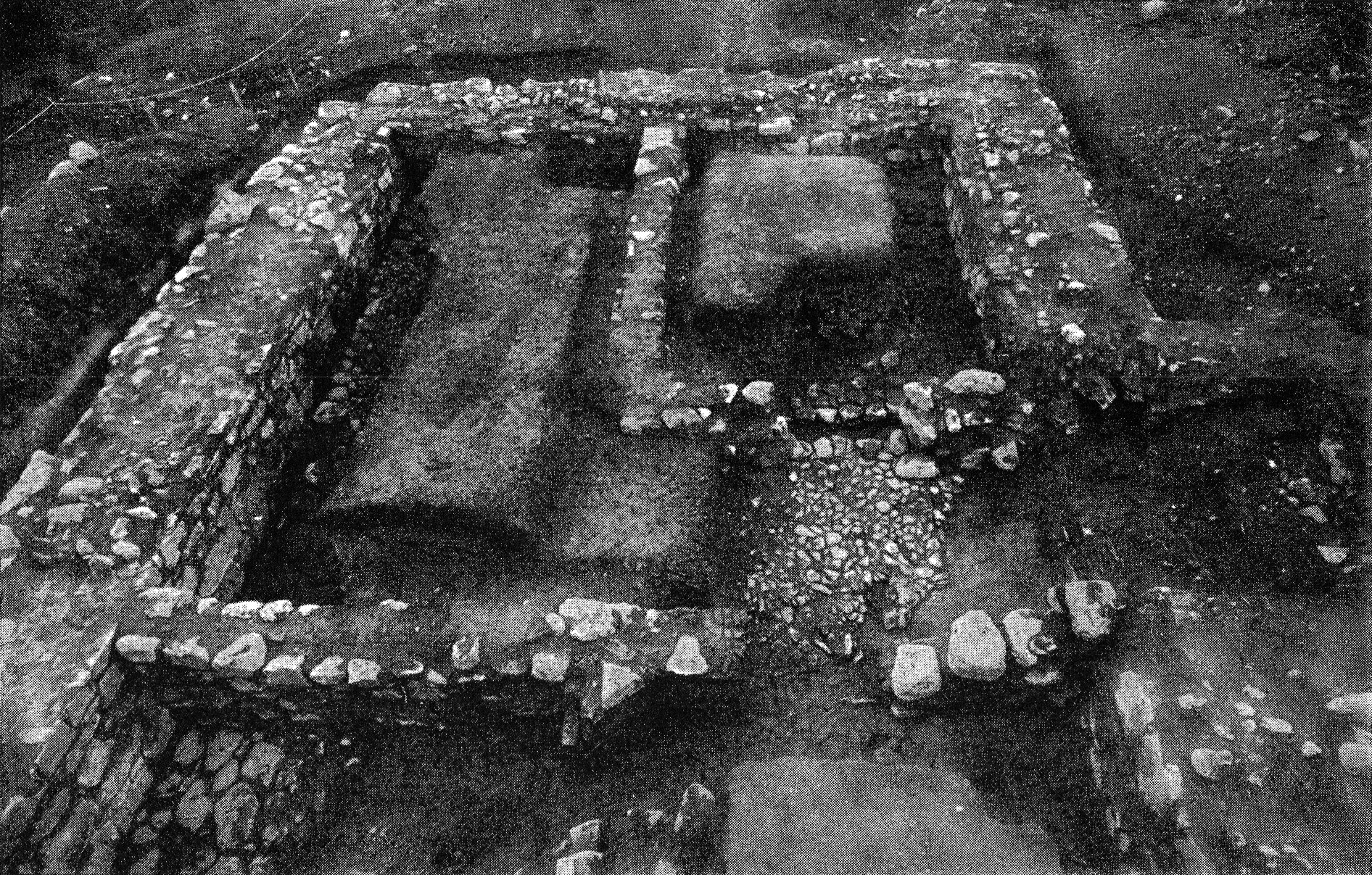
Källarväggarna sedda från Prinsvillan.

Fundamentrester efter Tyresö hus upptäcktes vid trädgårdsarbeten i början av 1930-talet. Man fann även fragment av medeltida formtegel och flera mynt från tiden 1666 till 1719. De intressantaste fynden var två brunglaserade krus i stengods från slutet av 1500-talet och början av 1600-talet, härstammande från Rhenområdet. Vid utgrävningen frilades källarvåningen av en rektangulär byggnad, som utvändigt mätte ungefär 17x11 meter. 
Husgrunden ligger på norra sluttningen av berget och har sin största utsträckning i nordväst—sydost. På sydvästra långmuren avtecknar sig grunden till ett trapptorn, genom vilken en trappa fört ned i källaren. Denna är uppdelad i fyra rum, vilkas golv är lagda med kullersten. Fynden visade att huset var byggt i murtegel med dekorationer av formtegel. Taket var täckt med taktegel av munk- och nunnetyp.  
Planlösningen var typisk för de stenhus som uppfördes under 1400-talet. Därmed var den ”gamla gården” som omnämns  av Maria Sofia De la Gardie år 1667 (”Nye Steenhuset på gambla gården”) återfunnen. Idag kan ovansidan av stenhusets källarväggar skönjas i gräsmattan på Prinsvillans trädgård.